# Kätteln
Kätteln är en sjö i Värnamo kommun i Småland och ingår i Lagans huvudavrinningsområde. Sjön har en area på 1,68 kvadratkilometer och ligger 169,9 meter över havet. Sjön avvattnas av vattendraget Skålån (Storån).

## Delavrinningsområde
Kätteln ingår i det delavrinningsområde (632758-140978) som SMHI kallar för Utloppet av Kätteln. Medelhöjden är 184 meter över havet och ytan är 16,25 kvadratkilometer. Räknas de 69 delavrinningsområdena uppströms in blir den ackumulerade arean 1 111,27 kvadratkilometer. Skålån (Storån) som avvattnar avrinningsområdet har biflödesordning 2, vilket innebär att vattnet flödar genom totalt 2 vattendrag innan det når havet efter 169 kilometer. Delavrinningsområdet består mestadels av skog (70 procent) och jordbruk (10 procent). Avrinningsområdet har 1,69 kvadratkilometer vattenytor vilket ger det en sjöprocent på 10,4 procent.